# Long Now Alapítvány
Az 1996-ban alapított Long Now Alapítvány célja, hogy egy hosszútávú, akár évezredeket is átfogó kulturális intézet alapja legyen. Szemben a mai gyorsan, olcsót felfogással, a lassan, jobbat felfogásban próbál működni. Hogy a hosszútávú gondolkodásra felhívják a figyelmet, az évszámokat öt számjeggyel írják, tehát 2025 helyett 02025.

## Projektek
Az alapítvány számos hosszútávú tervet népszerűsít. Ezek némelyike még csak tervként létezik, néhányuk már futó projekt.

### A 10 000 éves óra projekt
Az óra célja, hogy minimális emberi beavatkozással működőképes maradjon 10 000 éven keresztül. Tartós, de könnyen előállítható anyagokból készül, valamennyi alkatrészét úgy tervezték, hogy akár bronzkori technikával és eszközökkel is pótolhatók legyenek. Lehetővé kell tenni, hogy a működési elvei megismerhetők legyenek az óra közeli megfigyelésével. Az óra kicsinyített, működőképes prototípusa a londoni Science Museumban van kiállítva, ahol 1999. december 31-én aktiválták. A véglegesített órát a tervek szerint Nevadában állítják majd fel.

### A Rosetta projekt
A projekt célja, hogy nyelvi adatokat rögzítsen azokról a nyelvekről, amelyek a következő 100 évben eltűnhetnek. Az alapötlet hasonló a hieroglifák dekódolását lehetővé tevő Rosette-i kőhöz, amelyen ugyanaz a szöveg volt olvasható három nyelven. A tárolóeszköz egy nikkellemez, amire mikrogravírozással vésik a szövegmintákat. A nikkel korongot egy üveggömb belsejébe zárják. Az első prototípus 13 000 oldalnyi szövegmintával (köztük magyar adatokkal is) 2002 őszén készült el. A szövegminták az egyes nyelvek ábécéjét, hangtani adatokat és vallási szövegeket tartalmaznak (Miatyánk, Biblia), valamint részleteket az alapszókincsből (színek, leggyakoribb melléknevek, számnevek, rokoni kapcsolatok nevei) 

### „Hosszú fogadások” projekt
A Long Now Alapítvány egyik bevételi forrása a „hosszú fogadások” projekt, ahol legkevesebb 2 évre szóló fogadásokat lehet kötni, amire kikötés, hogy társadalmilag vagy tudományosan fontos legyen. A fogadás tárgyának fontosságát, illetve a fogadás kimenetelét meg kell indokolni a bizottság felé.  50 dollárért lehet kérni egy előrejelzés közzétételét, amelyet az alapítvány elbírál. Ha úgy találják, hogy arra érdemes, publikálják, ezután az előrejelzésre vagy jóslatra fogadásokat lehet kötni, a legalsó fogadási határ 200 dollár. A fogadások témája egészen triviálistól a mai szemmel nézve még elképzelhetetlenig terjed, például hogy 2150-ben iskolában tanítják majd a robottámadások elhárításának technikáját. A fogadónak előre meg kell jelölnie, hogy nyerés esetén a nyereményt melyik jótékonysági szervezet részére ajánlja fel.

### „Hosszú szerver” projekt
Digitális korunk egyik legnagyobb kihívása, hogy a rengeteg adatot, amit létrehozunk, hogyan őrizzük meg a jövő számára. Évről évre újabb és újabb formátumok jelennek meg és tűnnek el, az adathordozók megbízhatósága nem tesztelhető évezredekben mérhető intervallumon. A „hosszú szerver” projekt célja egy olyan rendszer kidolgozása, ami a különböző fájlformátumokat összegyűjti és tárolja, megoldja a fájlok egyik formátumból a másikba alakítását.

### Szemináriumok
Az alapítvány havonta egyszer előadást szervez San Franciscóban, különböző hosszútávú gondolkodást érintő témákban.